# Gerrit Rietveld
Gerrit Rietveld, född 24 juni 1888 i Utrecht, död 25 juni 1964 i Utrecht, var en nederländsk arkitekt och möbeldesigner. 
Rietveld var medlem av konstnärsgruppen De Stijl (1917–1927). Han är känd för sin Röd och blå stol (1918) samt Villa Schröder (1924) i Utrecht. Han är även känd för sin design på stolen Zig zag (1932). År 1963 fick han i uppdrag att rita van Gogh-museet i Amsterdam; efter hans död 1964 tog Kisho Kurokawa över ansvaret.

## Bilder

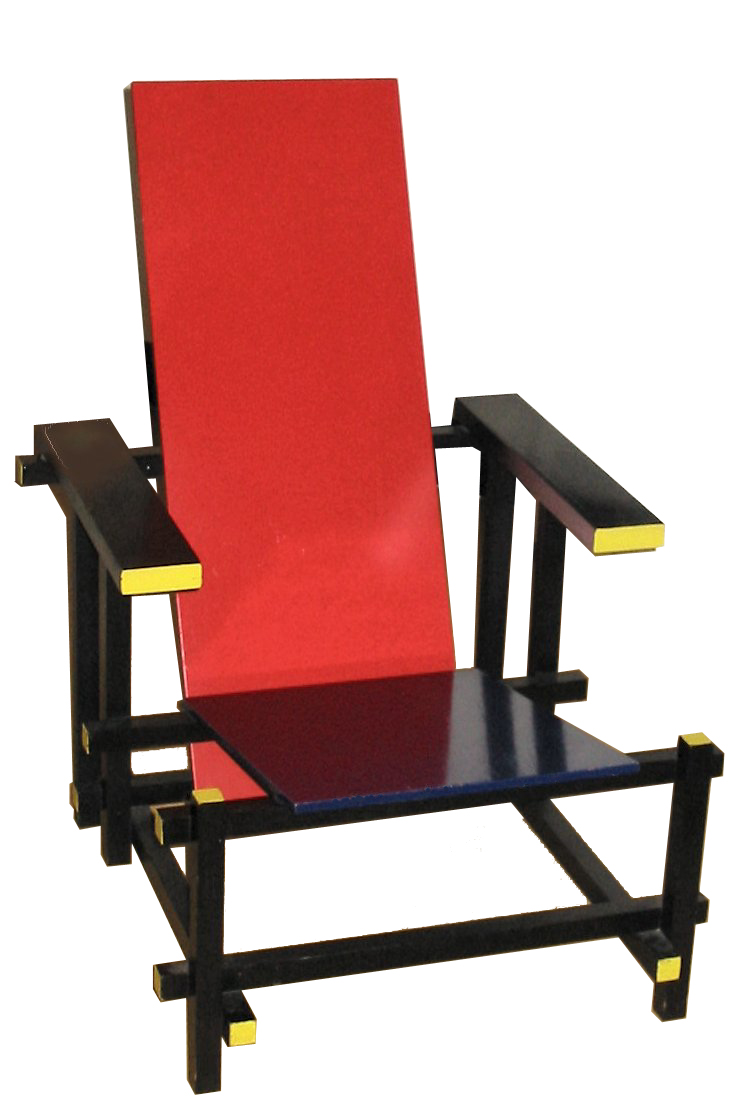
Röd och blå stol (1918).
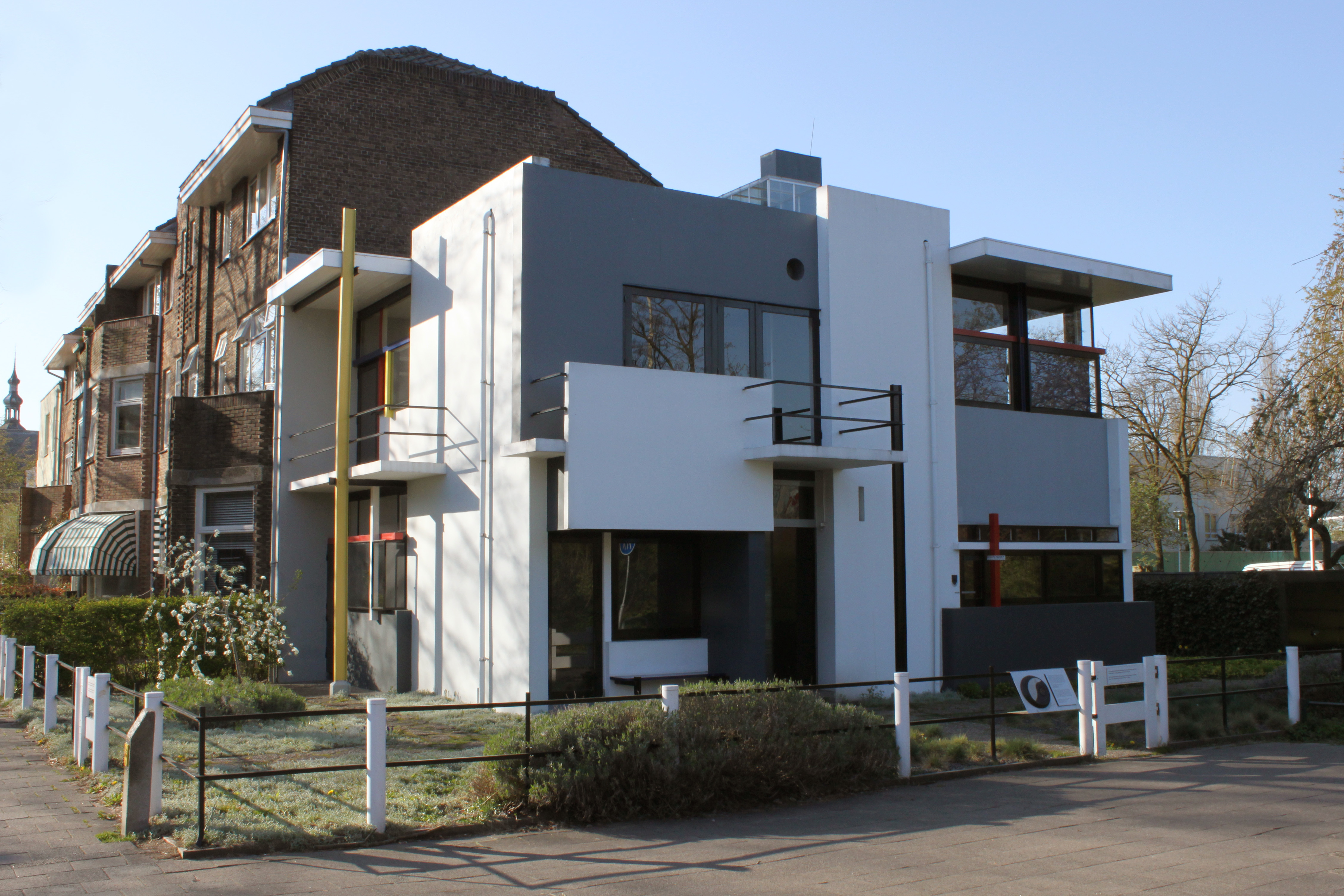
Villa Schröder (1924).